# Лекуантр, Франсуа
Франсуа́ Лекуа́нтр (фр. François Lecointre; род. 6 февраля 1962) — французский армейский генерал, начальник Главного штаба Вооружённых сил Франции (2017—2021).

## Биография
Окончил Национальное военное училище и Сен-Сир.
В составе 3-го полка морской пехоты в 1991 году участвовал в войне в Персидском заливе, затем проходил службу в Джибути и Сомали. В 1994 году направлен в Руанду в составе французского контингента для прекращения геноцида тутси (Opération Turquoise). В 1995 году, во время Боснийской войны, служил в силах UNPROFOR и получил известность после стычки с сербскими подразделениями за контроль над мостом Врбанья в Сараеве. В 2005 году вернулся в 3-й пехотный полк марин, в 2006—2007 годах участвовал в миротворческой операции с целью урегулирования военно-политического кризиса в Кот-д’Ивуарe (Opération Licorne). В 2011 году возглавил военную канцелярию министра обороны, затем до 2013 года командовал 9-й бронекавалерийской бригадой марин. Возглавлял военную миссию Евросоюза в Мали (EUTM Mali), в 2014 году участвовал в подготовке реформы сухопутных войск Франции, находясь в аппарате начальника Главного штаба Сухопутных войск.
19 июля 2017 года президент Макрон назначил Лекуантра начальником Главного штаба Вооружённых сил после отставки с этой должности генерала Пьера де Вилье.
На следующий день, 20 июля, Макрон в сопровождении Лекуантра посетил 125-ю военно-воздушную базу в Истре и на фоне скандальной отставки генерала де Вилье из-за разногласий с президентом в отношении военного бюджета, сделал заявление об увеличении этой статьи расходов в следующем году до 34,2 млрд евро, подчеркнув, что ни одна другая статья не будет увеличена в той же степени.
28 апреля 2021 года выступил за привлечение к дисциплинарной ответственности за вмешательство в политику военнослужащих, подписавших обращение к президенту Макрону с призывом защитить патриотизм и преодолеть раскол во французском обществе (документ подписали два десятка отставных генералов, около ста старших офицеров и ещё около тысячи военнослужащих, среди которых 18 человек, находящихся на военной службе, в том числе четыре офицера).
13 июня 2021 года заявил в радиопередаче «Большое жюри» об уходе с должности начальника Генерального штаба Франции после 14 июля (несколькими днями ранее президент Макрон объявил о завершении операции «Бархан» и пересмотре форм присутствия Франции в зоне Сахеля). 22 июля новым начальником Главного штаба стал генерал Тьерри Буркхард.

## Личная жизнь
Лекуантр исповедует католичество. Женат, отец четырёх детей. Жена — Изабель Лекуантр, автор пособия о смысле воинских ритуалов, которое распространялось бесплатно в информационных целях.